# Чаткальский хребет

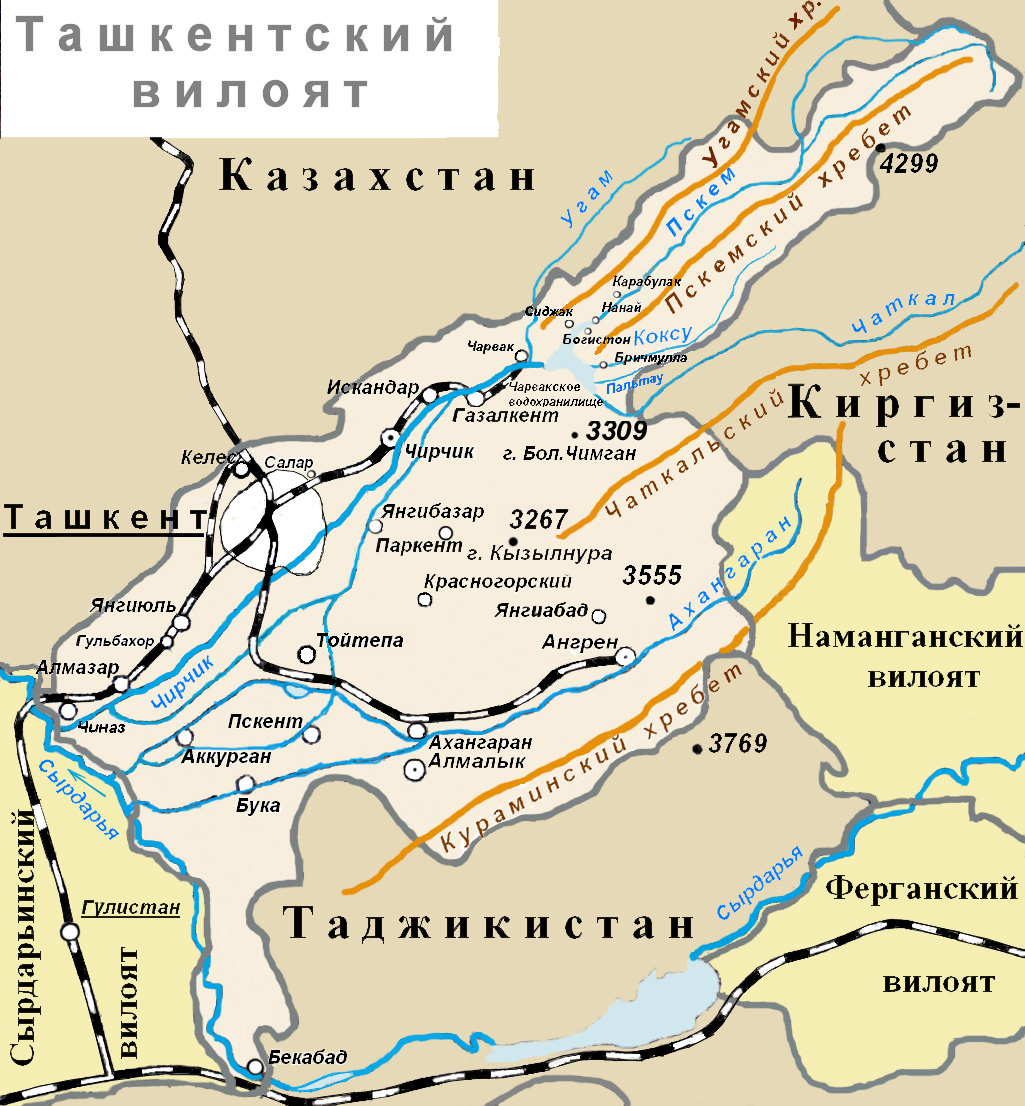
Чаткальский хребет на схематической карте Ташкентской области

Чаткальский хребет (кирг. Чаткал кырка тоосу, узб. Chotqol togʻ tizmasi) — горный хребет в Западном Тянь-Шане, ограничивающий с северо-запада Ферганскую долину.
Имеет длину около 200 км, высоту более 3000 метров, с такими вершинами, как Большой Чимган (3309 м), Кызылнура (3267 м) и пик Охотничий (3099 м). Покрыт хвойно-широколиственными лесами, арчовым редколесьем и альпийскими лугами. Высшая точка хребта – пик Чаткал (4503 м).
Находится на территории между Джалал-Абадской областью Кыргызстана и Ташкентской областью Узбекистана.

## География

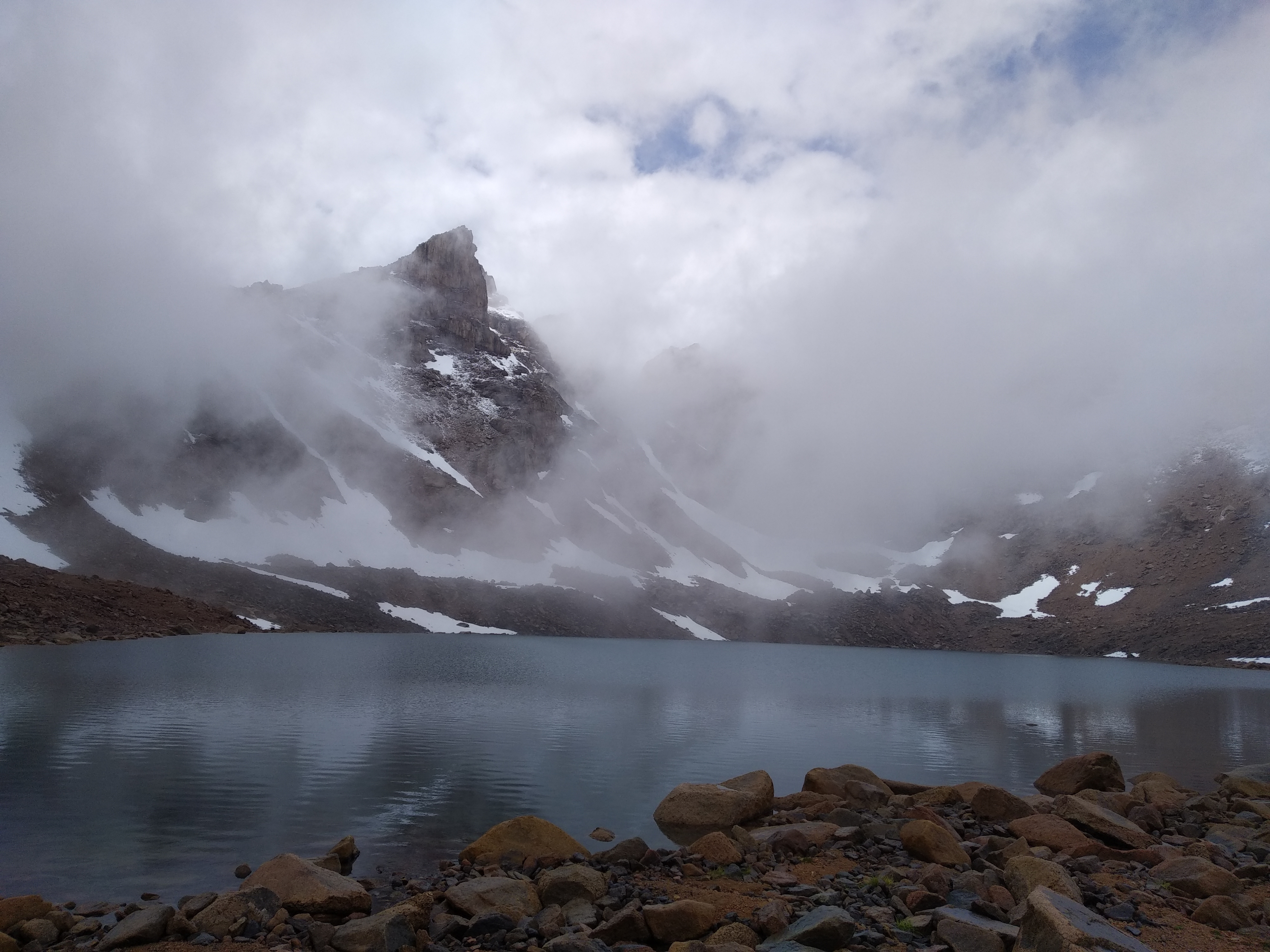
Ледниковое озеро Зекиркуль, в окрестности четырёхтысячников Чаткальского хребта

Основным хребтом Западного Тянь-Шаня является хребет Таласский Ала-Тоо. От него в Юго-Западном направлении ответвляются все основные хребты региона, самым крупным из которых является Чаткальский хребет, ограничивающий с севера-запада Ферганскую долину. Этот хребет с многочисленными отрогами, изрезанный глубокими ущельями, образует обширный и сложный по рельефу горный массив, протяжённостью почти 200 км с высшей точкой 4503 м (пик Чаткал). Расчлененность рельефа породила климатические различия, зависящие от высоты местности, направления отрогов и ущелий и экспозиции их склонов. На высотах более 2000 м снег лежит с ноября по май. Ледники, как правило, сосредоточены на северных склонах. Каждое ущелье отличается от соседнего своеобразной, неповторимой красотой реки. Они стремятся с высоты гор в долину, образуя на своем пути каскады водопадов и озера.

Чаткальский хребет отходит от Таласского Ала-Тоо в истоках рек Карасу, Узунахмат, Чаткал и на протяжении почти 120 км образует северное обрамление Ферганской долины. Южный склон хребта имеет ширину от гребня до подошвы 35-50 км, протяжение северного склона от водораздельного гребня до реки Чаткал 12-18 км. Падение долин северного склона крутое, южного — более пологое. Ущелья рек режут оба склона почти поперек. Исключение составляют широтные части долин верхних притоков Чаткала (Каракульджа, Аксу, Каратоко) и верховье р. Касансай. Большинство долин у водораздельного гребня несут следы древнего оледенения в виде трогов, часто наблюдаются бесснежные кары. В истоках некоторых рек сохранились небольшие ледники.
Восточная часть Чаткальского хребта, увенчанная зубчатым, резко очерченным гребнем, имеет множество обособленных остроконечных вершин (самая высокая достигает высоты 4563 м).
— Попов. «Западный Тянь-Шань»
В восточной части, где в строении, в основном, известняки и сланцы, гребень хребта резко очерчен и имеет множество выделяющихся остроконечных вершин, местами покрытых льдом и фирном. А западнее перевала Чапчама преобладающей породой становятся граниты, и хотя гребень по-прежнему поднимается выше снеговой линии, расчленён уже не так сильно, а кое-где даже сглажен. При этом северным склонам свойственны более мягкие очертания рельефа, бо́льшая мощность почвенного покрова, богатство травяной растительности. Южные склоны из-за резких суточных колебаний температуры более подвержены разрушению коренных пород, отчего здесь распространены обширные степи, почвы размыты, а растительность бедна и чахла.
Ледники, как правило, сосредоточены на северных склонах в каровых впадинах. Из-за активной деятельности лавин их языки покрыты мощными моренными отложениями. Поверхность самих глетчеров, обычно разорванная сетью мелких трещин, довольно полога, градусов 20-30, правда, в фирновой зоне крутизна её резко возрастает, достигая 40-50 градусов, а у висячих ледников 60-70 градусов.

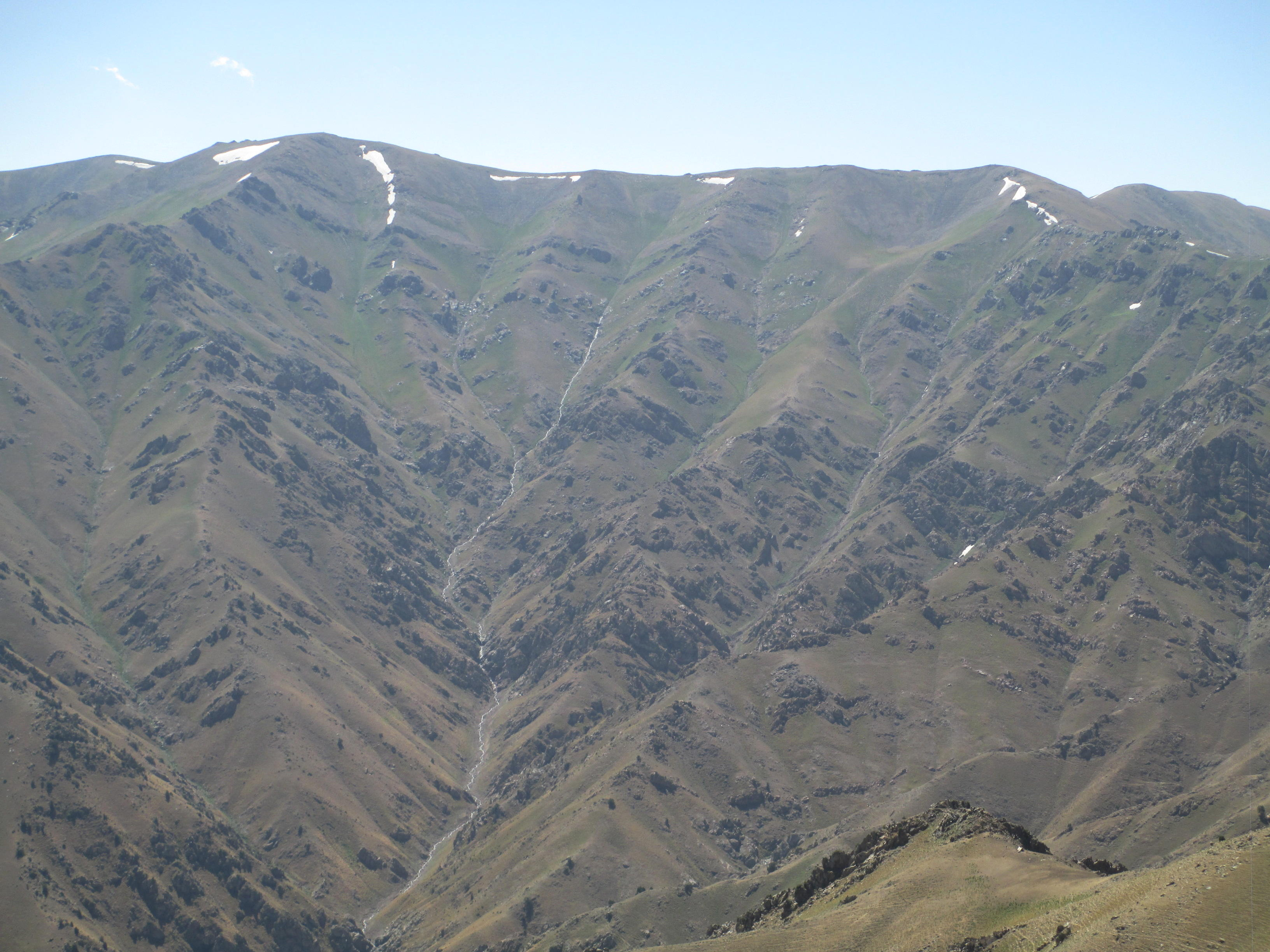
Чаткальский хребет, истоки Карабузуксая

Характерная для гор пестрота климата порождает необычайное разнообразие природы. В то время, как северные склоны погружены ещё в зимний покой и едва освещены лучами невысокого солнца, южные уже радуют глаз молодой зеленью, а кое-где и первыми весенними цветами. Эта контрастность сохраняется в течение всего года. Внизу на плодородных серозёмах мощно развиты разнотравные степи. Выше, на бурых горно-лесных почвах, появляются кустарники шиповника, барбариса, жимолости и древесная растительность — миндаль, фисташка, боярышник, клён, ясень, грецкий орех, яблоня, алыча, груша, арча и др. По поймам рек встречаются заросли из берёз, ивы, тополя, а также заросли ежевики, облепихи, малины, смородины, иногда дикий виноград. С высоты 2700 м начинаются субальпийские и альпийские высокогорные луга, используемые, как летние пастбища. А выше 3200-3500 м начинается высокогорная пустыня с отдельными лужайками из кобрезии, осоки, горечавки среди моренных отложений небольших ледников и сохранившихся снежников.

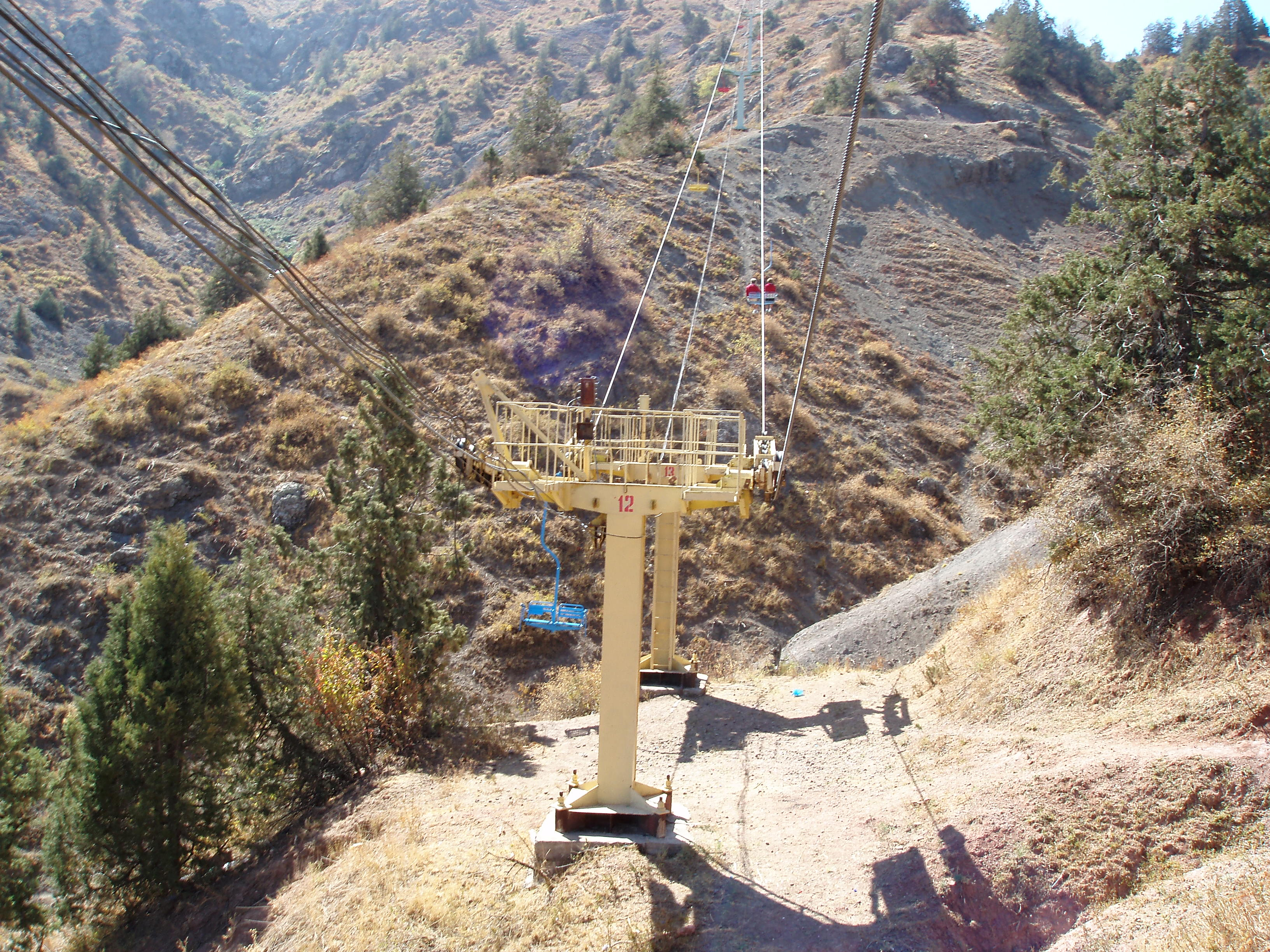
Горнолыжный подъёмник на один из отрогов Чимгана, лето

На северо-западных и юго-западных склонах хребта располагается Чаткальский государственный биосферный заповедник.
На юго-восточном склоне хребта располагается Сары-Челекский государственный биосферный заповедник, который имеет статус биосферного заповедника ЮНЕСКО с 1979 года. На территории этого заповедника располагается знаменитое озеро Сары-Челек.
К северу от Чаткальского хребта протекает река Чаткал, впадающая у посёлка Бричмулла (получившему широкую известность благодаря популярной песне Сергея Никитина «Бричмулла») в Чарвакское водохранилище.

### Гидрография
С отрогов Чаткальского хребта стекают реки, являющиеся левыми притоками Чаткала (например: Терс, Акбулак), левыми притоками Чирчика, а также река Ахангаран.

## Фауна
Очень своеобразен и богат в горах животный мир. В лесах среди диких плодовых деревьев и кустарников живут кабаны, лисы, медведи, иногда встречаются косули. В зоне лесов обитают дикобраз, барсук, лесная соня. Вблизи скал ютятся каменная куница, иногда горностай и ласка. Высоко в горах пасутся сибирские козлы, за которыми охотятся снежные барсы. Повсюду встречаются сурки. Но особенно много здесь птиц – лиственные леса богаты скворцами, иволгами, дроздами, дятлами, щеглами, соловьями. В арчёвниках живут сороки, арчёвый дубонос, вьюрки, горные овсянки. На скалах и кручах гнездятся сизые голуби, стрижи и многие хищные птицы: сип, пустельга, гриф, беркут и другие. А каменные россыпи — излюбленные места кекликов и уларов. В горных реках обычно встречаются три вида рыб — обыкновенная маринка, амударьинский голец и туркестанский сомик.